# Erminold

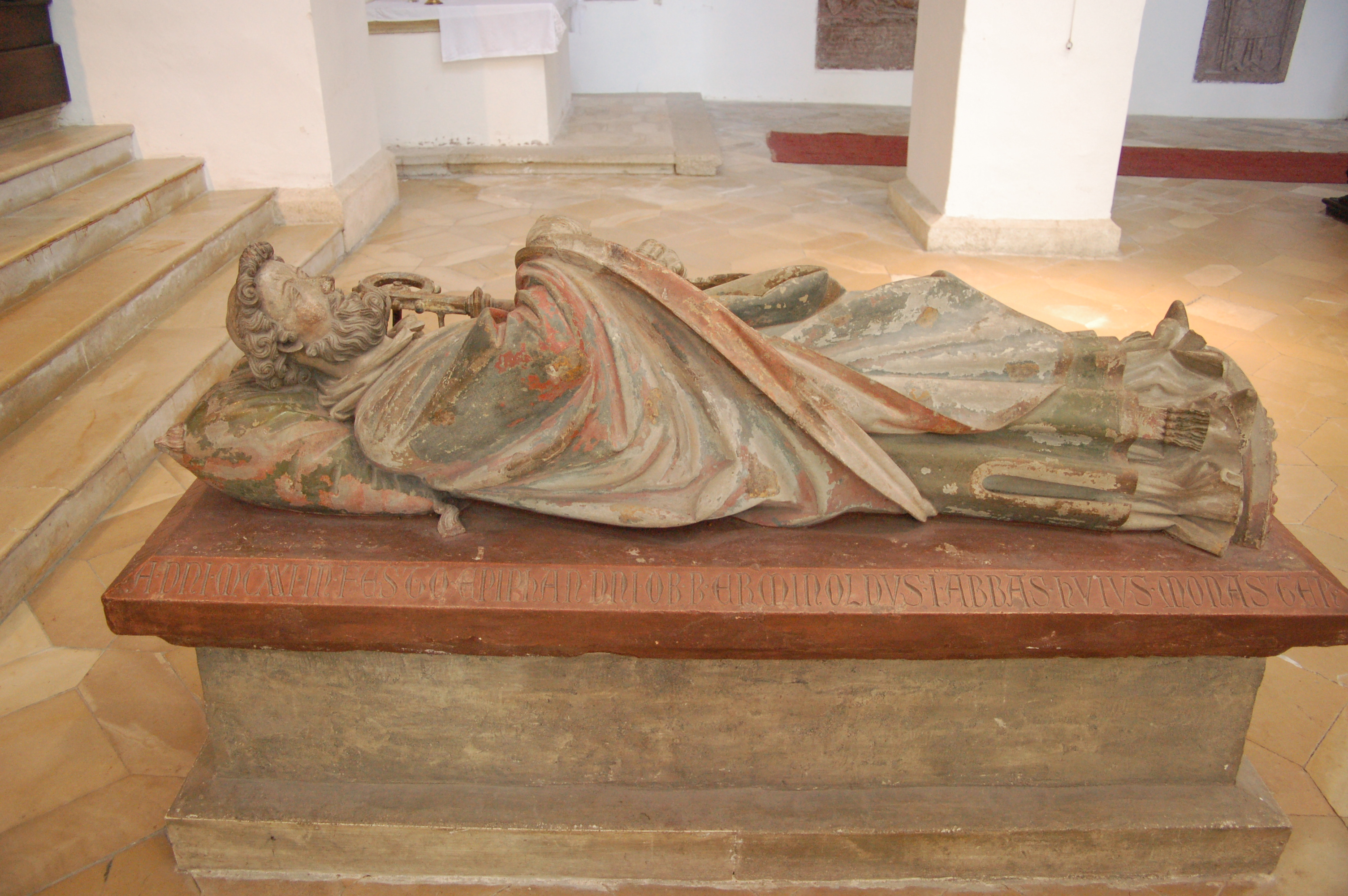
Hochgrab von Erminold

Der selige Erminold von Prüfening († 6. Januar 1121) war der erste Abt des Benediktinerklosters Prüfening in Regensburg.
Erminold selbst stammte wahrscheinlich aus einem schwäbischen Adelsgeschlecht. Er wurde schon als Knabe dem Reformkloster Hirsau im Schwarzwald unter Abt Wilhelm aus Regensburg übergeben. Im Jahr 1106 sollte Erminold auf Wunsch König Heinrichs V. Abt des Klosters Lorsch bei Worms werden, scheiterte dort aber bei der Einführung der Hirsauer Reform und musste in sein Heimatkloster zurückkehren. 
Bischof Otto von Bamberg bat 1114 das Kloster Hirsau um Erminold als Leiter seines neu gegründeten Klosters Prüfening, wo Erminold im August 1114 zum ersten Abt gewählt wurde. Am 21. Mai 1119 fand unter ihm die Weihe der Klosterkirche zu Ehren des heiligen Georg durch die Bischöfe von Bamberg und Regensburg statt.
Erminold machte das Kloster Prüfening zwar in wenigen Jahren zum Zentrum der Hirsauer Klosterreform in Bayern, gewann aber durch seine starrsinnige und fanatische Persönlichkeit keine Freunde. Die strenge Klosterzucht muss auch unter den Prüfeninger Mönchen zu bösem Blut geführt haben. Nachdem der Abt einem früheren Attentat noch entkommen war, schlug der Klosterbruder Aaron dergestalt auf Erminold ein, dass dieser am 6. Januar 1121 verstarb.
Im Jahr 1281 veranlasste Abt Ulrich von Prüfening die Aufzeichnung seines Lebens und 1283 erfolgte mit der Erhebung seiner Gebeine die Seligsprechung Erminolds. Er wurde vor dem Kreuzaltar in der Vierung der Klosterkirche bestattet. Sein Hochgrab im Mittelschiff der Klosterkirche ist so ausdrucksvoll, dass es seinem unbekannten Bildhauer den Notnamen Erminoldmeister gegeben hat.